# Le Royaume de Rothgar
Le Royaume de Rothgar (titre original : Eaters of the Dead), aussi publié sous les titres Les Mangeurs de morts et Le 13e Guerrier, est un roman d'aventures de Michael Crichton paru en 1976.
L'histoire se présente comme la transcription de manuscrits anciens d'un dénommé Ahmad Ibn Fadlân, ambassadeur du Calife de Bagdad auprès du roi des Bulgares de la Volga. En 921, cet écrivain se trouve entraîné malgré lui dans un long, étrange et périlleux périple dans les terres du nord, en compagnie de douze guerriers Vikings.
Le récit a été adapté au cinéma en 1999 par le réalisateur John McTiernan sous le titre Le 13e guerrier.

## Résumé
921. Ahmed Ibn Fadlan, cultivé, raffiné, habitué au raffinement de la cour de Bagdad, se retrouve ambassadeur du calife. Il s'agit en fait d'une excuse pour l'envoyer en exil pour avoir séduit la femme d'un proche du souverain. Sa caravane, constituée d'une longue file d'hommes et de dromadaires, s'arrête surs les bords de la Volga où campe un groupe de Vikings. Considérés comme un invité, Ahmed observe et apprend les coutumes de cette civilisation païenne qui lui semble si différente de la sienne.
C'est à ce moment qu'arrive un messager leur annonçant que, très loin vers le Nord, le seigneur Rothgar a besoin d'aide pour repousser ses ennemis. Une voyante déclare que treize hommes doivent s'unir pour ce voyage, douze du même groupe...et un étranger. Ahmed accepte malgré lui de rejoindre ces fiers guerriers, conduits par leur chef Buliwyf, et se retrouve embarqué dans une quête périlleuse vers des terres sauvages cernées de mers glaciales. Les treize guerriers finissent par atteindre le royaume de Rothgar, en guerre contre de mystérieux monstres surgis du brouillard et que l'on nomme « mangeurs de morts »...

## Basé sur une histoire vraie
Ibn Fadlân est un personnage ayant vraiment existé, envoyé de Bagdad comme secrétaire d’un ambassadeur du Calife abbasside Al-Muqtadir au roi des bulgares de la Volga. Il s'agissait, officiellement, d'instruire le roi et son peuple de la religion de l'Islam. L'ambassade avait en réalité pour but, en contournant l'obstacle des Khazars judaïsés d'assurer, en amont, des relations essentielles pour le commerce irakien.

## Beowulf
Si les trois premiers chapitres de la nouvelle de Michael Crichton se révèlent assez proches du texte d'Ibn Fadlân, la suite constitue en fait une adaptation du célèbre poème épique Beowulf. Comme il l'explique en postface, l'auteur voulait avec cette pseudo monographie érudite, émaillée de nombreuses notes et références (souvent fantaisistes), démontrer que Beowulf est « un récit dramatique et exaltant » et non « l'un de ces textes considérés comme essentiels […], mais qu'en vérité personne ne lit plus à moins d'y être obligé ».
Crichton dépeint ses Normands comme des guerriers sans peur, partageant un certain point de vue philosophique sur la vie et la mort ( « Les animaux meurent, nos amis meurent, et je mourrai, mais une chose ne meurt jamais, et c'est la réputation que nous laissons derrière nous à notre décès »; « Un homme ne doit jamais s'éloigner à plus d'un pas de ses armes »; « [tu as peur] parce que tu penses à ce qui va arriver, et tu imagines des choses terribles qui arrêteraient le sang de n'importe quel homme. Ne penses pas à l'avance, et soit joyeux en sachant que personne ne vit éternellement »).

## Adaptation
Le 13e guerrier (The 13th Warrior), film américain sorti en 1999 et réalisé par John McTiernan, avec Antonio Banderas, Vladimir Kulich, Dennis Storhøi et Omar Sharif.
Le tournage et la post-production du film ont été émaillés de conflits entre le réalisateur, John McTiernan et le producteur et scénariste Michael Crichton. Après le départ de John McTiernan en pleine post-production, Crichton assure seul le montage du film et décide de rejeter la musique composée initialement par Graeme Revell : il fait alors appel à Jerry Goldsmith pour composer une nouvelle partition. Ce qui explique en partie pourquoi le film est considéré comme un « grand film malade », certaines scènes apparaissant comme mal développées au montage (comme l'atteste l'ouverture du film) 
Contrairement à ce que prétend une rumeur tenace relayée par la presse spécialisée depuis 10 ans, il n'existe et n'a jamais existé aucun montage de 2 h 30 du métrage. D'après John McTiernan, dans une interview de 2003 disponible sur l'édition blu-ray éditée en France, son montage était plus long de 5 à 10 minutes. Une version cependant différente du montage final, due à des séquences retournées par Michael Crichton qui ont remplacé celles initialement réalisées par John McTiernan. Dans une interview sur le blu-ray, l'acteur Vladimir Kulich (Buliwyf) admet avoir vu le montage de McTiernan, et affirme que ce dernier est bien différent du film sorti en salles.

## Note
1. ↑  Le Royaume de Rothgar a été publié sous d'autres titres dans les éditions ultérieures :
  - Michael Crichton (trad. de l'anglais par Lisa Rosenbaum), Les Mangeurs de morts, Paris, Pocket, coll. « Science-fiction », 1994, 157 p. (ISBN 2-266-01230-4)
  - Michael Crichton (trad. de l'anglais par Lisa Rosenbaum), Le 13e guerrier, Paris, Pocket, 1999, 157 p. (ISBN 2-266-08665-0)
  - Michael Crichton (trad. Lisa Rosenbaum), Les Mangeurs de morts, Pocket, coll. « Thrillers », 2005, 159 p. (ISBN 2-266-14235-6)
2. ↑  Encyclopaedia Universalis
3. ↑  Fact behind Fiction Eaters of the Dead
4. ↑  (en + fr) Comments commentaires de plusieurs membres de l'équipe du film - ConanCompletist.com